# Veglie alla fattoria presso Dikan'ka
Veglie alla fattoria presso Dikan'ka (in russo Вечера на хуторе близ Диканьки?, Večera na chutore bliz Dikan'ki, in russo non riformato: Вечера на хуторѣ близъ Диканьки) è una raccolta di racconti di Nikolaj Vasil'evič Gogol'. L'opera comprende otto testi scritti tra il 1829 e il 1832, suddivisi in due volumi pubblicati nel 1831 e nel 1832.
I racconti, ambientati tra il XVII e il XIX secolo, affondano le proprie radici nelle tradizioni del folklore ucraino, ricostruito grazie all'esperienza diretta dell'autore, che visse nell'allora definita "Piccola Russia" fino ai 19 anni di età, e a una serie di lettere in cui la madre di Gogol', sollecitata da questi, descrisse costumi, abbigliamento, superstizioni e vecchie storie legate alla vita dei villaggi ucraini.
Aleksandr Sergeevič Puškin recensì in termini estremamente positivi il testo, lodandone la «poesia» e la «vera allegria, sincera, disinvolta, priva di affettazione e rigidità», e definendo l'opera «così insolita nella nostra letteratura di oggi, che [dopo averla letta] ancora non sono tornato in senno!».

## Struttura del testo

### Volume primo
- La fiera di Soročincy
- La sera della vigilia di Ivan Kupala
- Una notte di maggio, o L'annegata
- Il messaggio scomparso

### Volume secondo
- La notte prima di Natale
- La terribile vendetta
- Ivan Fëdorovič Špon'ka e la sua zietta
- Il posto incantato

## Adattamenti
Dal racconto La notte prima di Natale sono stati tratti, tra l'altro, il film sovietico del 1961 intitolato come la raccolta di Gogol', Veglie alla fattoria presso Dikan'ka, diretto da Aleksandr Rou, il film d'animazione realizzato dallo studio Sojuzmul'tfil'm La notte prima di Natale (1951), l'omonima opera lirica di Rimskij-Korsakov (1894-1895), e altre due composizioni musicali, Il fabbro Vakula (1874) e Gli stivaletti (1885) di Pëtr Čajkovskij. Ispirati ai racconti delle Veglie sono anche le opere La fiera di Soročincy (1874-1880), di Modest Musorgskij, e Notte di maggio (1878-1879), ancora di Rimskij-Korsakov. Dallo stesso testo di Gogol' è tratto anche un omonimo film di Rou (1952).